# Artur Beterbiyev
Artur Asilbekovich Beterbiev (en checheno: Бетербиев Асильбекан Артур; Jasaviurt, Daguestán, Unión Soviética, 21 de enero de 1985) es un boxeador profesional ruso. Es el ex campeón unificado del peso semipesado ostentando los títulos del WBC desde el 2019 y de la IBF desde 2017. En marzo de 2022 está el #2 en los rankings de peso medio pesado en BoxRec, el #1 en la Junta Transnacional de Rankings de Boxeo (Transnational Boxing Rankings Board) y el #1 en la revista The Ring.
Como aficionado, ganó una medalla de plata en el Campeonato Mundial de Boxeo de 2007, oro en el Campeonato Mundial de Boxeo de 2009, y oro en los Campeonatos Europeos de 2006 y 2010, todos en la división semipesado. También llegó a los cuartos de final del grupo de los pesos pesados en los Juegos Olímpicos de 2012.
Beterbiev es conocido por su gran poder de golpeo, acabando la gran mayoría de sus peleas en nocaut o nocaut técnico. Su golpe más significativo es un potente gancho al hígado que suele provocar knockdown a sus rivales.

## Carrera en Boxeo Amateur
Beterbiev compitió tanto en peso semipesado como en peso pesado (existen algunas categorías diferentes de peso en la AIBA) en su carrera amateur. Ganó el Campeonato de Europa de Boxeo en 2006 contra rivales como Kenneth Egan e Ismail Sillakh entre otros. En el Campeonato Mundial de Boxeo de 2007 logró imponerse al futuro campeón del peso semipesado Sergey Kovalev en las semifinales pero perdió en las finales contra el menos conocido Abbos Atoev.
En las Olimpiadas de 2008 vence al boxeador Kennedy Katende 15:3 para perder posteriormente de forma bastante controvertida con el local Zhang Xiaoping quién conseguiría la medalla de oro. En el Campeonato Mundial de 2009 vencería al joven cubano José Larduet y al uzbeko Elshod Rasulov para hacerse con la medalla de oro.
En 2010 se coronaría campeón de la división de peso mediopesado en el Campeonato Europeo de Boxeo de 2010.
Participaría en el Campeonato del Mundo de Boxeo Amateur de 2011 dónde perdió en cuartos de final contra el posterior campeón de pesos pesados Oleksandr Usyk. En las Olimpiadas de 2012 volvería a perder contra Oleksandr Usyk en esa misma división de peso.  

## Carrera Profesional

### Inicios y debut
Artur Beterbiev se muda a Montreal, Canadá; para perseguir su sueño de convertirse en boxeador profesional. Gana su debut profesional el 8 de junio de 2013 por TKO frente a Christian Cruz.

### Campeón IBF

#### Beterbiev vs. Enrico Kölling
El 11 de noviembre de 2017 Beterbiev se enfrenta en Fresno, California al boxeador alemán Enrico Kölling por el título vacante de la IBF del peso semipesado. Tras varios asaltos el púgil ruso se alza con la victoria mediante un KO en el asalto 12.

#### Beterbiev vs. Callum Jhonson
Artur Beterbiev defiende por primera vez su título de peso semipesado de la IBF el 6 de octubre de 2018 en Chicago. Beterbiev retiene el título tras lograr un KO en el asalto 4 frente a Callum Jhonson.

#### Beterbiev vs. Kalajdzic
Beterbiev retiene el título de peso semipesado de la IBF frente el boxeador estadunidense Radivoje Kalajdzic el 4 de mayo de 2019 tras conseguir un KO en el quinto asalto.

### Campeón unificado de peso semipesado
El 18 de octubre de 2019 Artur Beterbiev se enfrenta al campeón de WBC del peso mediopesado el ucraniano Oleksandr Gvozdyk poniéndose en juego el título de la IBF y WBC de peso semipesado. La velada tiene lugar en el Liacouras Center en Filadelfia. Este encuentro posibilita que el campeón unifique parcialmente los títulos de peso semipesado al conseguir dos de ellos.
El combate inició con el ucraniano golpeando en la distancia al púgil ruso sin embargo esta estrategia le supuso un desgaste físico que provocó que los duros golpes del ruso lo hicieran caer a la lona tres veces, hasta que Beterbiev conectó un duro golpe que le valió la victoria por TKO en el décimo asalto; consiguiendo así ambos títulos.

###### Beterbiev vs. Adam Deines
En marzo del 2021 Beterbiev enfrenta al número #5 de la IBF de peso semipesado, Adam Deines. Beterbiev derriba a Deines con un tremendo gancho de izquierda, provocándole su primera derrota por KO en su carrera.

###### Beterbiev vs. Marcus Browne
Beterbiev es obligado a defender sus títulos por el WBC contra el retador obligatorio Marcus Browne. Después de varias disputas legales entre las promotoras de ambos boxeadores el combate se celebró el día 17 de diciembre de 2021 en el Bell Centre de Montreal, Canadá. Beterbiev sufre un corte en el cuarto asalto tras un choque de cabezas fortuito, lo que le provoca sangre; en el séptimo asalto tras un gancho envía a la lona al aspirante quién se recupera pero en el noveno sufre un KO a manos de Beterbiev tras un potente uppercut. Beterbiev suma así su segunda defensa como campeón unificado.

#### Beterbiev vs. Smith
El 15 de marzo de 2023, Beterbiev fue ordenado por el WBC a hacer una defensa titular mandatoria contra el ex-campeón de peso supermediano de la WBA Callum Smith. Como las partes fueron incapaces de ponerse de acuerdo en los términos, se realizó una puja, que fue ganada por Top Rank con $2.115.000. Como campeón, a Beterbiev se le garantizó una división del 70/30% a su favor, que le garantizó $1,330,000, con un 10% de la suma inicial para el ganador. La pelea estaba programada para llevarse al 19 de agosto de 2023, en el Videotron Centre en Quebec, Canadá. La pelea fue pospuesta el 30 de julio de 2023, ya que Beterbiev fue obligado a someterse a una cirugía de mandíbula por una infección ósea. La pelea fue reprogramada para el 13 de enero de 2024, en el mismo recinto. Beterbiev ganó la pelea por TKO en el séptimo asalto. Estaba arriba 58–56, 58–56 y 59–55 en las tarjetas al momento del TKO.

#### Beterbiev vs. Bivol
Beterbiev estaba programado para enfrentar al campeón de peso semipesado de la WBA Dmitry Bivol por el título indiscutido el 1 de junio de Riad, Arabia Saudí. Sin embargo, Beterbiev se retiró de la pelea el 3 de mayo, luego de sufrir una rotura de menisco entrenando. Malik Zinad fue seleccionado para reemplazar a Beterbiev y enfrentó a Bivol el 1 de junio.
La pelea con Bivol fue reprogramada para el 12 de octubre de 2024.

## Vida personal
Beterbiev nació en Daguestán, Unión Soviética el 21 de enero de 1985; es descendiente de chechenos. Actualmente reside en su ciudad adoptiva Montreal,Quebec.
Beterbiev es musulmán devoto, está casado y tiene cuatro hijos. 
Actualmente ha pasado por diferentes controversias debido a su negativa a enfrentarse al boxeador chino Meng Fanlong en China, alegando la reciente represión del pueblo uygur en China.

## Récord en boxeo profesional
| Récord profesional | Récord profesional | Récord profesional |
| 22 peleas          | 21 victorias       | 1 derrotas         |
| ------------------ | ------------------ | ------------------ |
| Nocaut             | 20                 | 0                  |
| Decisión           | 1                  | 1                  |

| Resultad | Récord | Oponente             | Método | Asalto, tiempo | Datos                    | Localización                                  | Notas |
| -------- | ------ | -------------------- | ------ | -------------- | ------------------------ | --------------------------------------------- | --- |
| Derrota  | 21–1   | Dmitry Bivol         | MD     | (12)           | 22 de febrero de 2025    | Kingdom Arena, Riyadh, Arabia Saudita         | Pierde los títulos de peso peso semipesado del WBC, la WBO, la IBF,título de peso semipesado de la WBA , IBO y el de The Ring. |
| Victoria | 21–0   | Dmitry Bivol         | MD     | (12)           | 12 de octubre de 2024    | Kingdom Arena, Riyadh, Arabia Saudita         | Retuvo los títulos de peso peso semipesado del WBC, la WBO y la IBF; Por el título de peso semipesado de la WBA , IBO y el vacante de The Ring. |
| Victoria | 20–0   | Callum Smith         | TKO    | 7 (12), 2:00   | 13 de enero de 2024      | Videotron Centre, Quebec, Canadá              | Retuvo los títulos de peso semipesado del WBC, la IBF y la WBO. |
| Victoria | 19–0   | Anthony Yarde        | TKO    | 8 (12), 2:01   | 28 de enero de 2023      | OVO Arena Wembley, Londres, Reino Unido       | Retuvo los títulos de peso semipesado del WBC, la IBF y la WBO. |
| Victoria | 18–0   | Joe Smith Jr.        | TKO    | 2 (12), 2:19   | 18 de junio de 2022      | Madison Square Garden, Nueva York, EEUU       | Retuvo los títulos de peso semipesado del WBC y la IBF; Ganó el título de peso semipesado de la WBO. |
| Victoria | 17–0   | Marcus Browne        | KO     | 9 (12), 0:46   | 17 de diciembre de 2021  | Bell Centre, Montreal, Canadá                 | Retuvo los títulos de peso semipesado del WBC y la IBF. |
| Victoria | 16–0   | Adam Deines          | TKO    | 10 (12), 1:30  | 20 de marzo de 2021      | Megasport Sport Palace, Moscú, Rusia          | Retuvo los títulos de peso semipesado del WBC y la IBF. |
| Victoria | 15–0   | Oleksandr Gvozdyk    | TKO    | 10 (12), 2:49  | 18 de octubre de 2019    | Liacouras Center, Filadelfia                  | Retuvo el título de peso semipesado de la IBF. Ganó el título de peso semipesado del WBC. |
| Victoria | 14–0   | Radivoje Kalajdzic   | KO     | 5 (12), 0:13   | 4 de mayo de 2019        | Stockton Arena, Stockton, California          | Retuvo el título de peso semipesado de la IBF. |
| Victoria | 13–0   | Callum Johnson       | KO     | 4 (12), 2:36   | 6 de octubre de 2018     | Wintrust Arena, Chicago                       | Retuvo el título de peso semipesado de la IBF. |
| Victoria | 12–0   | Enrico Kölling       | KO     | 12 (12), 2:33  | 11 de noviembre de 2017  | Save Mart Arena, Fresno, California           | Gana el título de peso semipesado de la IBF. |
| Victoria | 11–0   | Isidro Ranoni Prieto | TKO    | 1 (12), 2:44   | 23 de diciembre de 2016  | Casino du Lac-Leamy, Gatineau, Quebec         | Retiene el título de la Asociación Mundial de Boxeo (WBO–NABA) del peso semipesado. |
| Victoria | 10–0   | Ezequiel Maderna     | TKO    | 4 (12), 0:54   | 4 de junio de 2016       | Bell Centre, Montreal, Quebec                 | Retiene el título de la Asociación Mundial de Boxeo (WBO–NABA) del peso semipesado. |
| Victoria | 9–0    | Alexander Johnson    | TKO    | 7 (10), 1:38   | 12 de junio de 2015      | UIC Pavilion, Chicago, Illinois               | Retiene el título de la Asociación Mundial de Boxeo (WBO–NABA) del peso semipesado; Gana el título vacante de la Organización Mundial de Boxeo (WBO International) del peso semipesado.                                                                                |
| Victoria | 8–0    | Gabriel Campillo     | KO     | 4 (12), 0:37   | 4 de abril de 2015       | Colisée Pepsi, Quebec City, Quebec            | Retiene el título de la Federación Internacional de Boxeo (IBF) - Organización Norteamericana de Boxeo (NABO) |
| Victoria | 7–0    | Jeff Page Jr.        | TKO    | 2 (10), 2:21   | 19 de diciembre de 2014  | Colisée Pepsi, Quebec City, Quebec            | Retiene el título de la Asociación Mundial de Boxeo (WBO–NABA) del peso semipesado; Gana el título vacante de la Federación Internacional de Boxeo (IBF) y de la Organización Mundial de Boxeo (WBO) - Organización Norteamericana de Boxeo (NABO) del peso semipesado |
| Victoria | 6–0    | Tavoris Cloud        | KO     | 2 (12), 0:38   | 27 de septiembre de 2014 | Bell Centre, Montreal, Quebec                 | Gana el título vacante de la Asociación Mundial de Boxeo (WBO–NABA) del peso semipesado. |
| Victoria | 5–0    | Álvaro Enríquez      | TKO    | 1 (6), 2:38    | 22 de agosto de 2014     | Complexe Sportif Sportscene, Montreal, Quebec | |
| Victoria | 4–0    | Gabriel Lecrosnier   | TKO    | 4 (6), 2:44    | 18 de enero de 2014      | Bell Centre, Montreal, Quebec                 | |
| Victoria | 3–0    | Billy Bailey         | KO     | 1 (6), 2:49    | 30 de noviembre de 2013  | Colisée Pepsi, Quebec City, Quebec            | |
| Victoria | 2–0    | Rayco Saunders       | RTD    | 3 (6), 3:00    | 28 de septiembre de 2013 | Bell Centre, Montreal, Quebec                 | |
| Victoria | 1–0    | Christian Cruz       | TKO    | 2 (4), 2:21    | 8 de junio de 2013       | Bell Centre, Montreal, Quebec                 | Debut profesional de Beterviev. |

## Palmarés internacional
| Representando a Rusia |                          |                  |           |
| Campeonato Mundial    |                          |                  |           |
| Año                   | Lugar                    | Medalla          | Categoría |
| 2007                  | Chicago (Estados Unidos) | Medalla de plata | 81 kg     |
| 2009                  | Milán (Italia)           | Medalla de oro   | 81 kg     |
| Campeonato Europeo    |                          |                  |           |
| Año                   | Lugar                    | Medalla          | Categoría |
| 2006                  | Plovdiv (Bulgaria)       | Medalla de oro   | 81 kg     |
| 2010                  | Moscú (Rusia)            | Medalla de oro   | 81 kg     |

## Títulos
- Campeón WBA - NABA
- Campeón IBF Norte América
- Campeón WBO - NABO
- Campeón IBF peso semipesado
- Campeón WBC peso semipesado